# 아이치현 제4구
아이치현 제4구(愛知県 第4区)는 일본의 중의원 선거구이다. 1994년 공직선거법으로 신설되었다.

## 지역
- 나고야시
  - 미즈호구
  - 아쓰타구
  - 미나토구 (나고야시)
  - 미나미구 (나고야시)